# Obolcola flavescens
Obolcola flavescens là một loài bướm đêm trong họ Geometridae.